# Империя муравьёв (фильм)
«Империя муравьёв» (англ. Empire Of The Ants) — научно-фантастический фильм ужасов категории B, снятый в 1977 году режиссёром Бертом Гордоном по мотивам одноимённого (в русском переводе «Царство муравьев») рассказа Герберта Уэллса.

## Сюжет

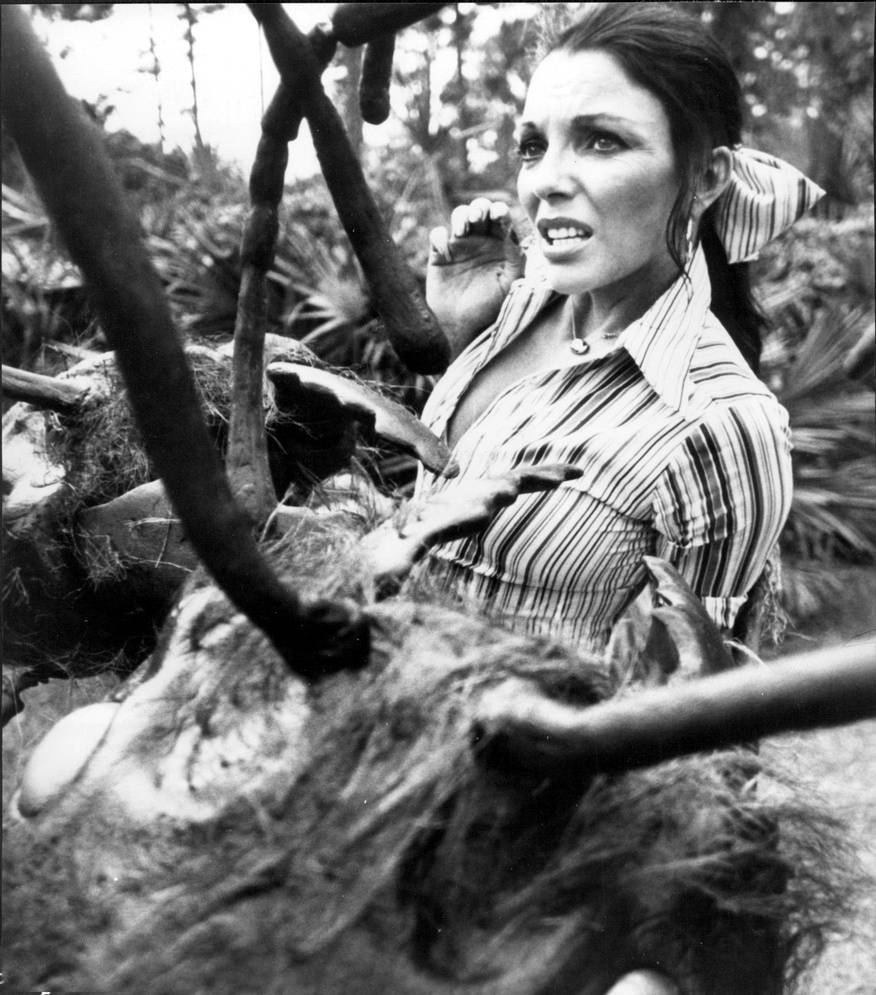
Джоан Коллинз в фильме

Земельной афере Мэрилин Фрайзер (Джоан Коллинз) помешал непредвиденный случай: попавшие в муравейник токсичные отходы, вызвали мутацию, превратив доселе безобидных насекомых в гигантских безжалостных убийц. Их цель — уничтожение человечества.

## В ролях
- Джоан Коллинз — Мэрилин Фрайсер
- Роберт Лэнсинг — Дэн Стокли
- Джон Дэвид Карсон — Джо Моррисон
- Альберт Салми — шериф Арт Кинкэйд
- Жаклин Скотт — Маргарет Эллис
- Памела Сьюзен Шуп (в титрах — Памела Шуп) — Корин Бредфорд
- Роберт Пайн — Ларри Грэм
- Эдвард Пауэр — Чарли Пирсон
- Брук Паланс — Кристин Грэм
- Том Фадден — Сэм Рассел
- Гарри Холкомб — Гарри Томпсон
- Ирэн Тедроу — Велмы Томпсон

## Производство
Фильм снимался во Флориде, в районе Белл-Глейд-Кэмп (Флорида).
Как и в большинстве других фильмов Берта Гордона, гигантские муравьи изображены при помощи фотоувеличения отснятых кадров. Размер муравьёв в них варьирует в каждой сцене. В сценах, где актёры напрямую взаимодействуют с муравьями, использовались большие макеты, изображающие переднюю часть муравья. Джоан Коллинз рассказала в одном интервью, что ей и остальным актёрам не понравилось работать с макетами, потому что они постоянно о них царапались. Памела Сьюзен Шуп, в свою очередь, рассказывала, что ближе к концу съёмок звукорежиссёр фильма из-за чего-то поругался с Бертом Гордоном и в ярости выбросил в болото все кассеты с записанными во время съёмки в живую звуками и голосами. Как итог, в более чем три четверти фильма актёры должны были во время монтажа переозвучить свои реплики, из-за чего в некоторых кадрах видна ресинхронизация их речи с движением губ.

## Рецепция
Как «замечательный, а не ужасный", характеризовала данное произведение известная историк мирмекологии Шарлотта Слэй.